# Württembergischer Malerinnenverein
Der Württembergische Malerinnenverein war ein Verein zur Förderung von Malerinnen. Der Verein wurde am 25. Februar 1893 in Stuttgart gegründet.

## Geschichte
Zunächst wurden ab dem Wintersemester 1864/65 an der Königlichen Kunstschule Stuttgart acht Frauen angenommen. Mit zunehmender Anzahl von Frauen wuchs jedoch die Ablehnung der männlichen Kommilitonen und es wurden „Damenklassen“ gegründet. Diese konnten an bestimmten Aktivitäten wie Aktzeichnen nicht teilnehmen. Daher versuchten sich die Künstlerinnen selbst zu organisieren.

So gründeten Anna Peters, Sally Wiest und Magdalene Schweizer einen Verein. Er stand Frauen über 18 Jahren offen, welche die Bildende Kunst oder das Kunsthandwerk berufsmäßig ausübten. Damit versuchte er, Vorbehalte gegenüber Malerinnen in der damaligen Zeit zu überwinden und ihnen gesellschaftliche Anerkennung zu verschaffen. Der Verein hatte zudem nach Art einer Berufsgenossenschaft eine eigene Darlehns- und Unterstützungskasse gegründet. Im ersten Vereinsstatut von 1894 war es das erklärte Ziel des Vereins: 
„für die kunst- und gewerbetreibenden Damen Württembergs einen Mittelpunkt zu schaffen und Gelegenheit zu bieten, dass dieselben untereinander verkehren und hauptsächlich sich gegenseitig Anregung und Förderung in ihren Kunstbestrebungen gewähren zu können.“
Der Verein ermöglichte es, Lehrer von der Königlichen Akademie der Künste zu bezahlen. So konnten die Mitglieder Kurse in Porträtmalerei und Aktzeichnen besuchen. Schon die erste Ausstellung 1893 erhielt hohen Besuch: Das württembergische Königspaar besuchte die Ausstellung und Königin Charlotte übernahm von da an bis zur Abdankung des Königs 1919 die Schirmherrschaft des Vereins. 1914 zählte der Verein 246 Mitglieder.
Lange Zeit hielt sich der Württembergische Malerinnenverein abseits der Aktivitäten der Karlsruher, Münchner oder Berliner Künstlerinnenvereine und schloss sich zunächst auch nicht dem Bund deutscher und österreichischer Künstlerinnenvereine an. 1925 jedoch war der Württembergische Malerinnenverein Gastgeber der Tagung des Bundes deutscher Künstlerinnenvereine im Malerinnenhaus.

## Leitung
Seit der Gründung 1893 bis zur Umbenennung des Vereins 1945 haben folgende Frauen die Leitung übernommen:
- 1893–1902 Anna Peters
- 1902–1904 Emma Hartmann
- 1904–1919 Anna Peters
- 1919–1922 Antonie Halmhuber-Bronner

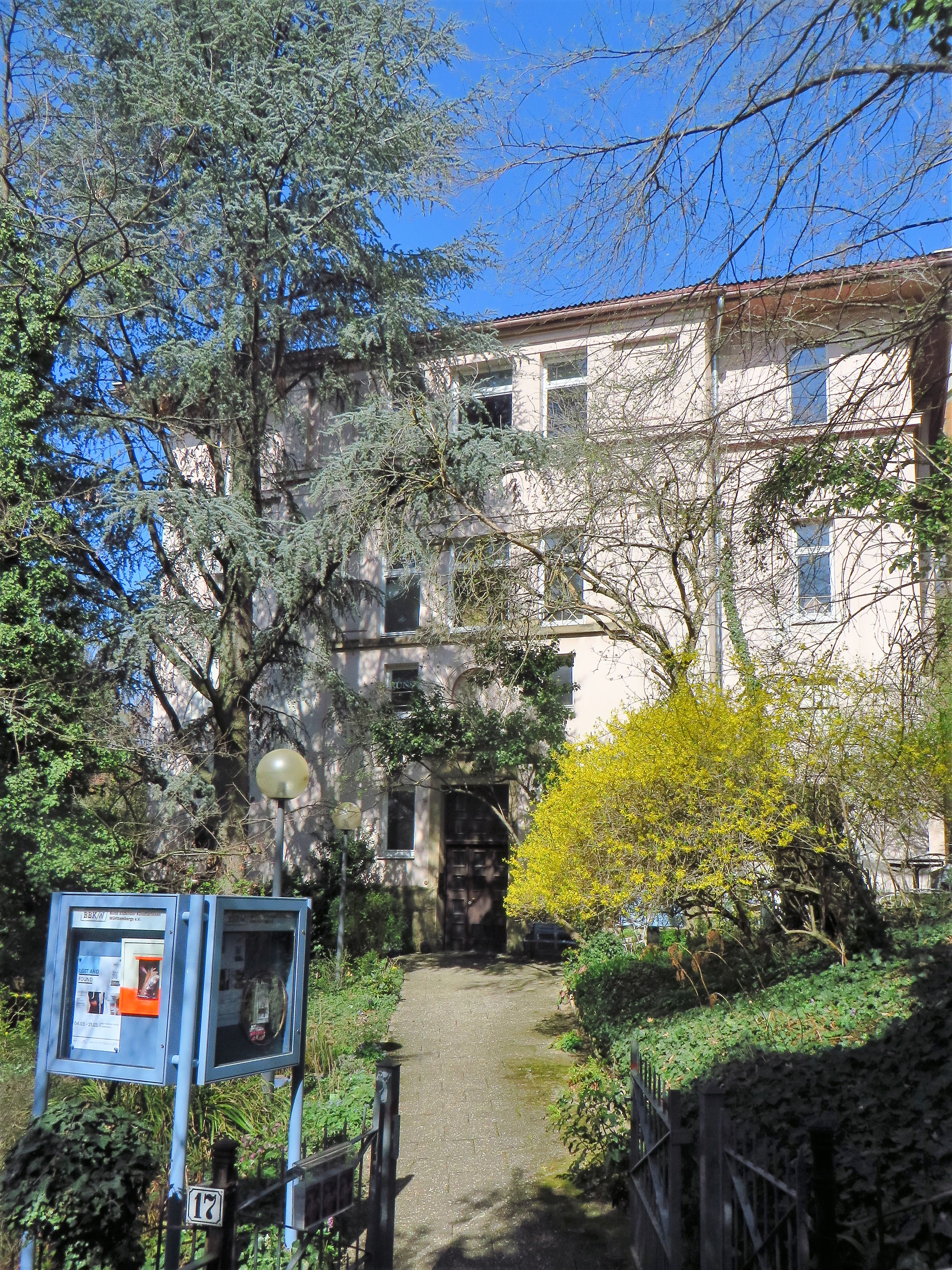
Atelierhaus Eugenstraße 17

- 1922–1933 Marie Lautenschlager
- 1933–1945 Clara Rühle

## Malerinnenhaus
Das Haus war 1883 unter der Leitung des Hofbaumeisters Christian Friedrich von Leins unterhalb des Eugensplatzes in Stuttgart-Mitte (Adresse: Eugenstraße 17) erbaut worden. Mit Unterstützung von Königin Charlotte erwarb der Verein 1907 das Haus. Anna Peters gewährte einen großzügigen Kredit als Startkapital. Es war von nun an Treffpunkt von Künstlerinnen aus ganz Württemberg. Die Mitglieder konnten die Bibliothek nutzen und an Versammlungen oder Kursen teilnehmen. Darüber hinaus befanden sich auch eine Reihe von Ateliers im Haus, die von den Mitgliedern gemietet werden konnten. Dort konnten nun auch Ausstellungen organisiert und Feste gefeiert werden.
1914 wurde das Haus um einen Stock erhöht, damit konnten drei weitere Ateliers dazugewonnen werden.

## Ausstellungen und Bälle
Die erste Ausstellung des Malerinnenvereins fand im November/Dezember 1893 mit Schwerpunkt Porträt und Landschaft statt. Das württembergische Königspaar besuchte die Ausstellung und Charlotte von Württemberg übernahm danach die Schirmherrschaft des Vereins. Bis 1900 folgten vier weitere gut besuchte Ausstellungen.
Die jährlich nicht öffentlich stattfindenden Damenkostümbälle standen unter einem Motto und boten ein ausgearbeitetes Abendprogramm und dienten dazu, in einem feierlichen Rahmen die Kunstwerke der Künstlerinnen zu verkaufen und Geld für die Vereinskasse zu sammeln. Die Idee dafür stammte von Anna Peters. Das Programm wurde meist einige Tage nach dem Ball öffentlich aufgeführt. 1895 einen Rembrandtabend, 1903 war Wilhelm Hauff das Thema, 1905 Don Quijote.

## Sommerhaus
1929 kaufte der Verein in Anhausen im Lautertal ein Haus an, um in den Sommermonaten künstlerische Aktivitäten in der Landschaft des Lautertals zu ermöglichen.

## Nationalsozialismus
Am 28. Juli 1933 wurde der Verein von den Nationalsozialisten gleichgeschaltet. Jüdische Künstlerinnen wie Alice Haarburger, Käthe Loewenthal, Klara Neuburger, Elli Heimann und Maria Lemmé wurden ausgeschlossen, später deportiert und ermordet.
1945 wurde der Verein in Bund Bildender Künstlerinnen Württembergs umbenannt.

## Mitglieder (Auswahl)
Die bekannteren Mitglieder des Württembergischen Malerinnenvereins sind im Folgenden aufgelistet:
- Emma Bechtle-Kappis (1875–1957)
- Olga Beggrow-Hartmann (1862–1922)
- Hilde Böklen (1897–1987)[9]
- Clara Brigel (1872–1955)
- Maria Caspar-Filser (1878–1968)
- Frida Christaller (1898–1991)
- Grete Csaki-Copony (1893–1990)
- Elise Daimler (1875–1956)
- Els Daniel-Stroh (1895–1990)
- Luise Deicher (1891–1973)
- Friedel Dethleffs-Edelmann (1899–1982)
- Ruth Dolmetsch (1918–2000)
- Gertrud Eberz-Alber (1879–1955)
- Sophie Dorothea Eckener (1884–1975)
- Anna Fehrle (1892–1981)
- Maria Hiller-Foell (1880–1943)
- Alice Haarburger (1891–1942)
- Elisabeth Hahn (1883–1967)
- Clara Emilie Harnack-Reichau (1877–1962)
- Julia Hauff (1900–1989)
- Elli Heimann (1891–1966)
- Lily Hildebrandt (1887–1974)
- Grete Huchler (1916–1993)
- Ilse Beate Jäkel (1907–1982)
- Emma Joos (1882–1932)[10][11]
- Lydia Jost-Schäfer (1882–1965)
- Ida Kerkovius (1879–1970)
- Lilli Kerzinger-Werth (1897–1971)
- Johanna Koch (1866–1951)
- Gertrud Koref-Stemmler-Musculus (1889–1972)
- Maria Krauskopf (1875–1958)
- Clara Lassbiegler-Fauser (1890–1970)
- Marie Lautenschlager (1859–1941), Vorsitzende von 1922–1933
- Maria Lemmé (1880–1943)
- Käthe Loewenthal (1878–1942)
- Valerie May-Hülsmann (1883–1946)
- Emma Nachtigal (1875–1969)
- Klara Neuburger (1882–1945)
- Anna Peters (1843–1926), Mitbegründerin und langjährige Vorsitzende
- Pietronella Peters (1848–1924)
- Hedwig Pfitzenmayer (1890–1967)
- Erna Raabe von Holzhausen (1882–1938)
- Clara Rettich (1860–1916)
- Herta Rössle (1906–1991)
- Clara Rühle (1885–1947), Vorsitzende von 1933–1945
- Franziska Sarwey (1900–1976)
- Käte Schaller-Härlin (1877–1973)
- Hilde Schlotterbeck (1912–1995)
- Elisabeth Schönleber (1877–1960)
- Maria Schwab-Hasse (1909–1988)
- Magdalene Schweizer (1858–1923), Mitbegründerin[12]
- Marie Sieger–Polack (1886–1970)
- Julie Strathmeyer-Wertz (1898–1989)
- Julie Textor (1848–1923)
- Meta Voigt-Claudius (1866–???)
- Paula von Waechter (1860–1944)
- Helene Wagner (1878–1956)
- Olly Waldschmidt (1898–1972)
- Gudrun Irene Widmann (1919–2011)
- Sally Wiest (1866–1952), Mitbegründerin
- Camilla Zach-Dorn (1859–1951)